# یوهان کازیمیر ارنروت
یوهان کازیمیر ارنروت (انگلیسی: John Casimir Ehrnrooth؛ ۱۸۳۳ – ۱۹۱۳) یک سیاست‌مدار اهل فنلاند بود.